# Ciclovías en Chile

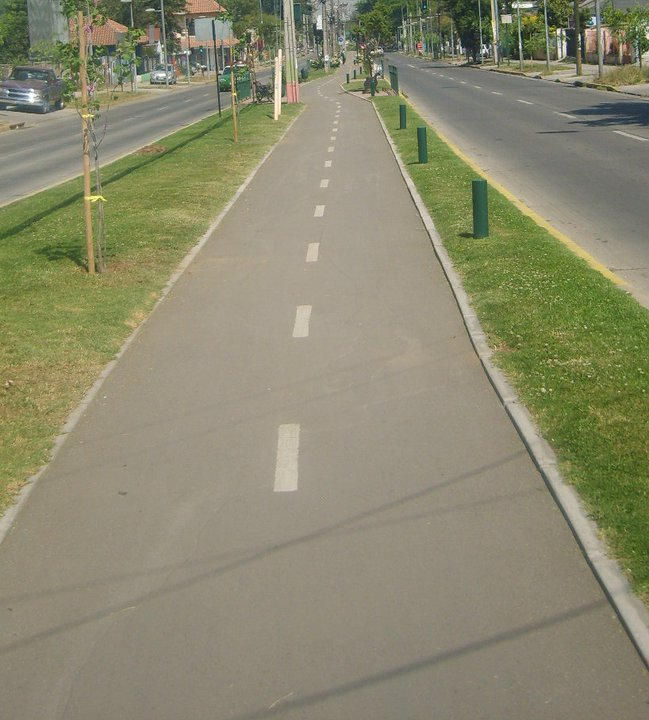
Ciclovía Larraín en La Reina, Santiago, sobre el bandejon central.

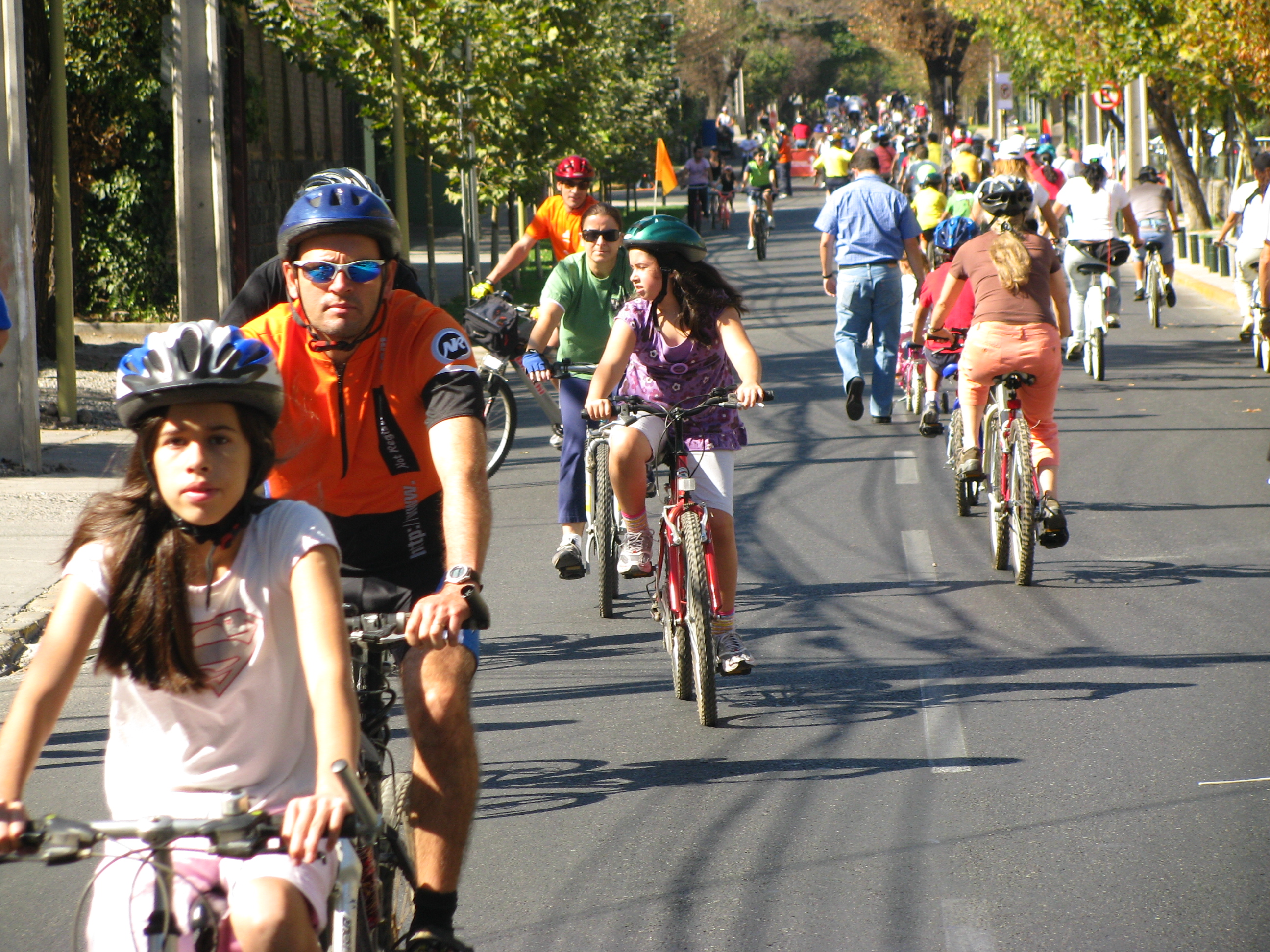
"Ciclorecreovía" en Las Condes, Santiago.

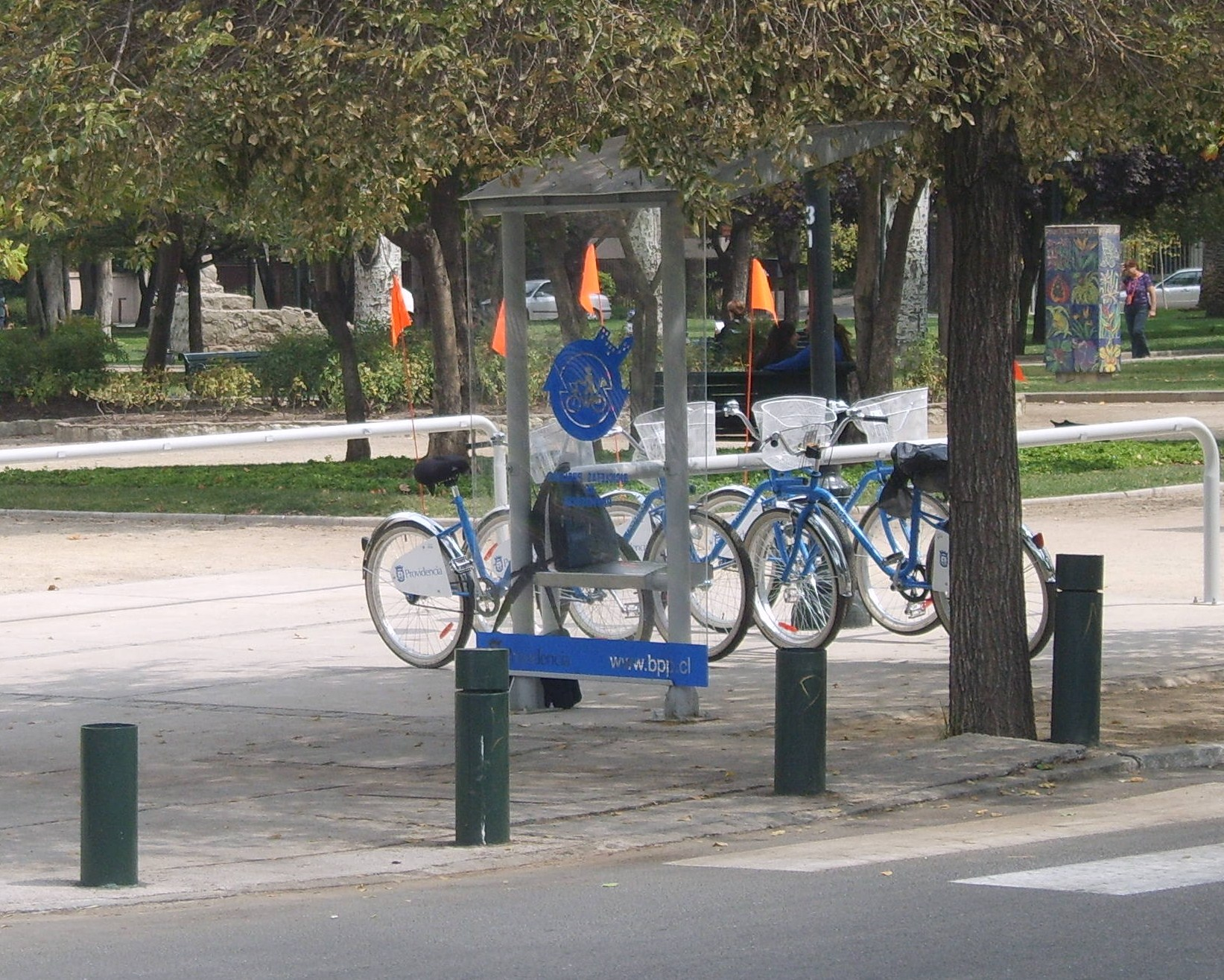
Bicicletas rentadas en Providencia, Santiago, en la Ciclovía Pocuro.

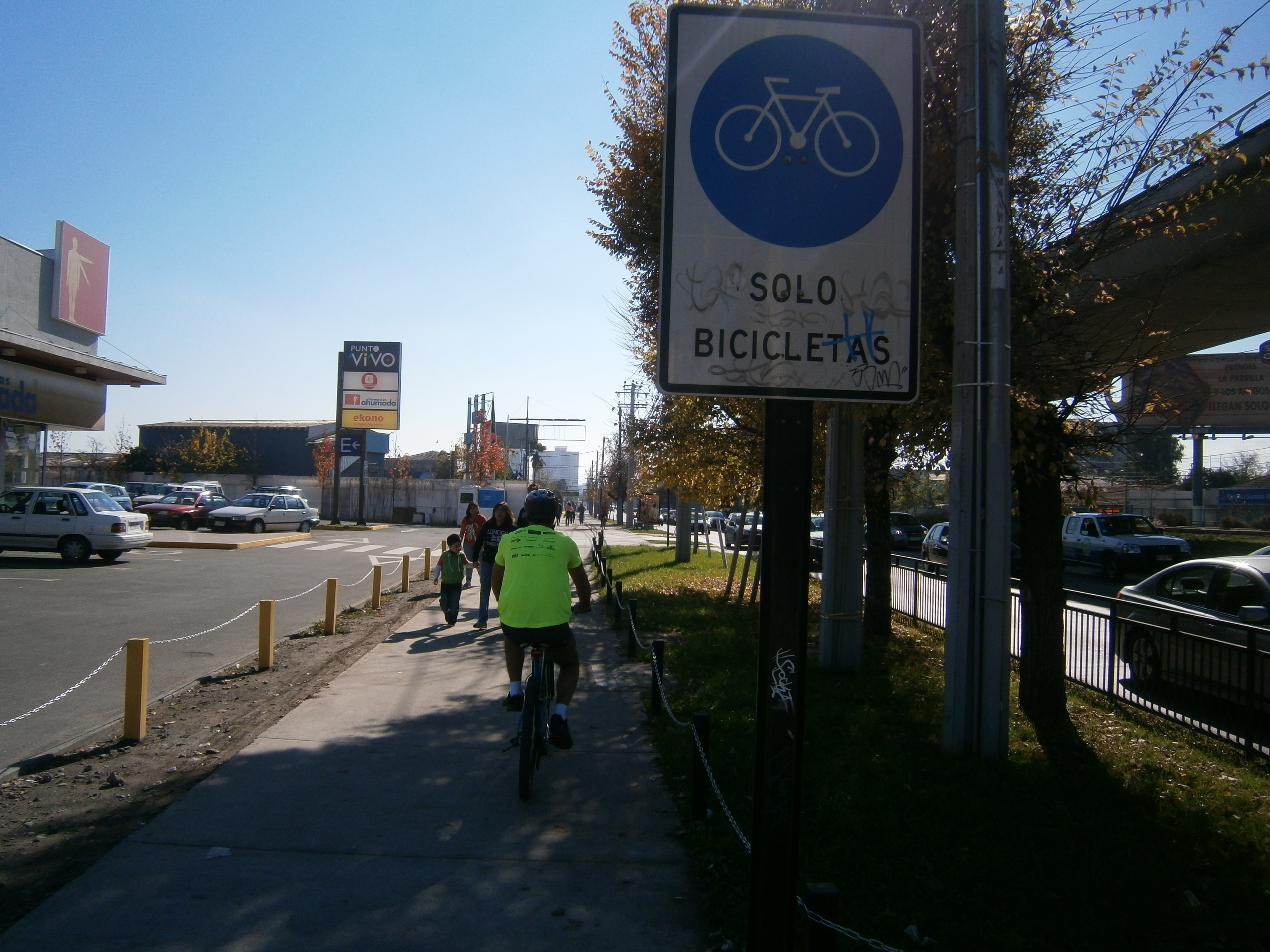
Ciclovía en la avenida Vicuña Mackenna, Santiago.

En Chile las ciclovías o ciclo rutas han sido masificadas en el siglo XXI. Los tipos más comunes son las segregadas y señalizadas junto a la calzada, sobre bandejones centrales, o sobre la platabanda.
Las redes de ciclovías son desarrolladas como parte de las políticas públicas del país, cumpliendo dentro de sus objetivos un rol importante en la descongestión vehicular y la reducción de las emisiones de CO2 en las grandes áreas urbanas al fomentar el uso de la bicicleta por sobre el transporte motorizado, como también para promover la vida al aire libre, el ejercicio físico y la protección de los ciclistas para evitar ser víctimas de atropello en las vías no destinadas exclusivamente para ellos.

## Problemáticas
Con respecto a la problemática presente actualmente en las ciclovías chilenas surgida principalmente en las grandes ciudades, debido al aumento explosivo de ciclistas urbanos, promediando un 20 por ciento de incremento anual desde 2005[cita requerida], al ser un medio eficiente de ahorro de tiempo para cortas y medianas distancias, ha producido al mismo tiempo el incremento de accidentes de tránsito donde se han visto involucrados ciclistas, por lo que ha provocado a las autoridades chilenas, tanto a nivel local en los municipios de cada comuna como a nivel estatal, a reformar la red vial y la planificación urbana incorporando a las ciclovías como parte integral del sistema de transportes de una ciudad, dando cumplimiento a su vez a los estándares promedio establecidos por los países de la OCDE y la normativa sugerida por la Organización Mundial de la Salud.

## Situación actual por región

### Región de Arica y Parinacota
La ciudad de Arica cuenta con ciclovías en la costanera Comandante San Martín, desde El Morro hasta la playa El Laucho, con la intención de seguir expandiendo la red.

### Región de Tarapacá
La ciudad de Iquique existe una ciclovía en el sector de Cavancha y Playa Brava.

### Región de Antofagasta
La municipalidad de Antofagasta  cuenta con una ciclovía Avenida Angamos (0,8 km), MOP en la costanera norte de la ciudad (13 km), y MINVU en la costanera central y en los ejes urbanos Carrera-O'Higgins, Matta, Valdivia y Oviedo Cavada (11 km). Calama cuenta con más de 11 km de Ciclo rutas en Obras y ejecutadas (2017).

### Región de Atacama
La Región de Atacama cuenta con ciclovías en las ciudades de Copiapó y Caldera, en Copiapó es una de las ciudades con mayores de estas rutas en Chile donde se espera en los próximos meses se entreguen un gran número de esta que conectaran diversos punto de la ciudad con el centro. También existen proyectos para la ciudad de Chañaral.

### Región de Coquimbo

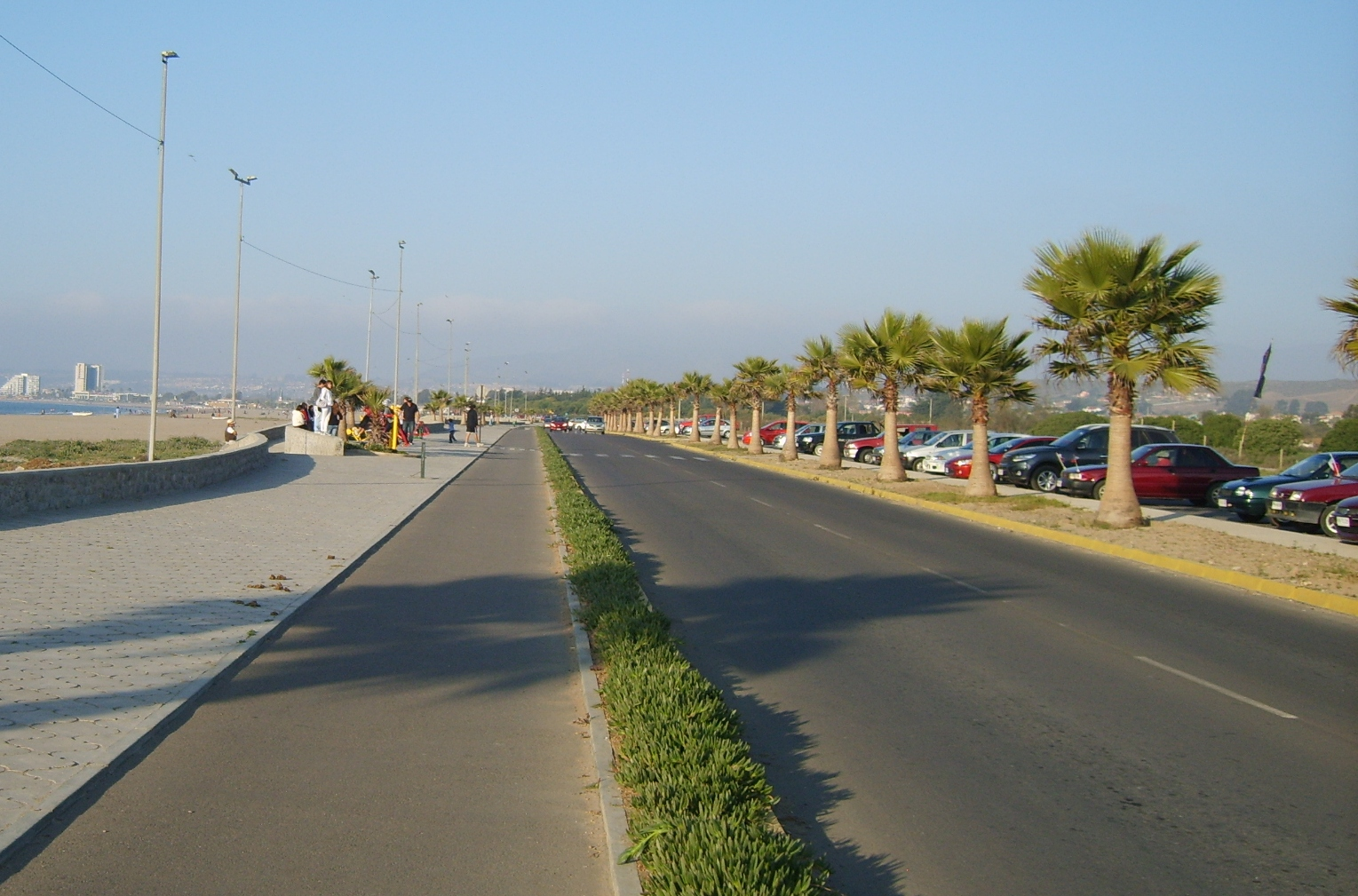
Ciclovía en la avenida Costanera de Coquimbo.

La Región de Coquimbo cuenta con ciclovías en las ciudades de La Serena, Coquimbo, Ovalle e Illapel.
En La Serena y Coquimbo existen ciclovías en las avenidas Costanera, del Mar y Juan Cisternas; también en Tierras Blancas.

### Región de Valparaíso
Presenta ciclovías en el borde costero de Valparaíso y Viña del Mar, además de Zapallar y Concón, en el sector de quilpué cuenta con una ciclo-vía en la avenida industrial pero su longitud es corta, conecta el sol con el belloto.
Las ciclovías presentes en Valparaíso son dos y se ubican en las afueras del sector céntrico. Estas son la ciclovía del Paseo Wheelwright y la de la Costanera de Playa Ancha, ambas con un bajo estándar de operación.

### Región de O’Higgins
Al 2019, la comuna de Rancagua es líder nacional en infraestructura de ciclovías, con 61 kilómetros para viajar en bicicleta a través de la comuna. Además, en la Región de O’Higgins se ha dado prioridad a las ciclovías rurales con el fin de favorecer el desplazamiento de los trabajadores del sector agrícola, como en el caso de las comunas de Malloa, Requínoa, Coltauco y Doñihue.

### Región del Maule
Presenta ciclovías en Parral, Rauco, San Javier, Talca, Linares, Curicó, Villa Alegre y Cauquenes.

### Región de Ñuble
Existen ciclovías en las comunas de Chillán y Chillán Viejo del Gran Chillán y en la ciudad de San Carlos.

### Región del Bíobío

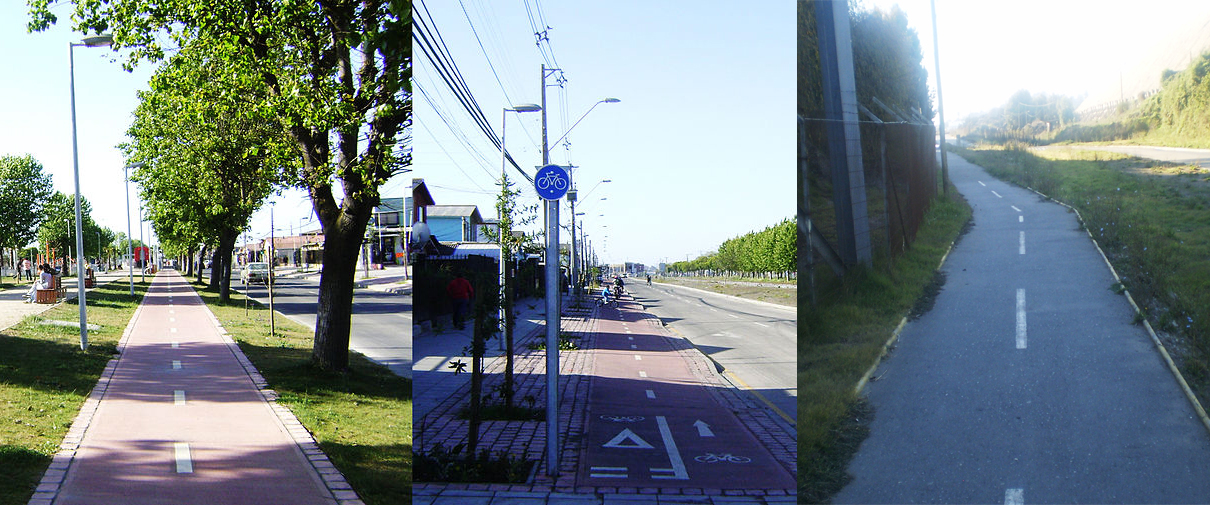
Ciclovía en Coronel

Desde el 2005 en el Gran Concepción existen ciclovías que atraviesan las principales arterias y sectores de comunas como Concepción, Talcahuano y Chiguayante. Además cuenta con un circuito de Ciclorecreovía en la comuna de San Pedro de la Paz.
Los Ángeles tiene rutas urbanas para bicicletas de 10 km de extensión en total y se proyectan 50 km al 2021, mientras que Chillán cuenta con dos ciclovías y otras tres se encuentran en construcción.

### Región de la Araucanía
Esta región cuenta ciclovías en Temuco, Angol, Galvarino, Lautaro, Padre Las Casas, Villarrica y Pucón, además de la Ruta Interlagos. Se destacan la ciclovía Temuco-Labranza, que corre junto a la Ruta S-30, y una ciclovía de 10 km que une las localidades de Manzanar y Malalcahuello, en lo que era la antigua vía férrea a Lonquimay.

### Región de Los Ríos
Valdivia
Av. Errazuriz (desde cruce Av. Pedro Montt) hasta cruce con Av. Rene Schneider (Tramo 1)
- Pista delimitada bajo señalética y demarcación vial color azul, con separadores de pista en toda su extensión. Circulación en ambos sentidos, desde calzada izquierda (en dirección a centro de Valdivia).

Av. Errazuriz (desde cruce Pasaje Carrillo) hasta cruce con Av. Circunvalacion Sur (Tramo 2)
- Pista delimitada bajo señalética y demarcación vial color azul en los cruces intermedios, con separadores de pista en toda su extensión. Circulación en ambos sentidos, desde calzada izquierda (en dirección a centro de Valdivia). Actualmente, se encuentra sin conexión hacia el tramo 1.

Av. Baquedano (desde cruce con Av. Errazuriz) hasta cruce con Av. Perez Rosales.
- Pista delimitada bajo señalética y demarcación vial color azul en cruces intermedios, con separadores de pista en toda su extensión. Circulación en ambos sentidos, desde calzada derecha. Conecta con la ciclovia de Av. Pérez Rosales, dando pista de acceso en dirección este-oeste

Av. Pérez Rosales (desde cruce Calle Domeyko) hasta cruce Calle Lord Cochrane.
- Pista delimitada bajo señalética y demarcación vial color azul, con separadores de pista en toda su extensión. Circulación en ambos sentidos, desde calzada izquierda.

Av. Pérez Rosales (desde Cruce Calle Yerbas Buenas) hasta Calle Maipú.
- Pista delimitada bajo señalética y demarcación vial color azul, con separadores de pista en toda su extensión. Circulación en ambos sentidos desde calzada izquierda. Se le considera una extensión de la ciclovía anteriormente descrita

Ciclovía Extensión Av. Costanera - Calle Ecuador.
- Pista delimitada bajo señalítica y demarcación vial color rojo, ubicada en calzada peatonal izquierda con continuación por calle Ecuador hasta el cruce con calle Balmaceda.

Ciclovía Av. Simpson - Cruce Av. Circunvalacion Sur.
- Pista delimitada bajo señalética, sin demarcación vial existente,  ubicada en calzada peatonal izquierda, pero separada de la misma.

Ciclovia Calle Arica - Av. Circunvalacion Sur.
- Pista delimitada bajo señalética, sin demarcación vial existente, similar en diseño a la anteriormente descrita y conectada igualmente a la misma.

Av. Pedro Aguirre Cerda. (Salida Norte de Valdivia)
- Pista delimitada bajo señalética y demarcación vial color rojo, ubicada en calzada peatonal izquierda. Extensión real no delimitada de manera formal.

### Región de Los Lagos
Puerto Montt:  
Ciclovia Enlace Hospital Puerto Montt - Av. Ramon Munita. (Tramo 1)
- Iniciando desde enlace vehicular/peatonal del Hospital Puerto Montt, continuando en calzada peatonal izquierda hasta la intersección de Calle 2 para luego seguir por Av. Ramon Munita en pista separada de calzada peatonal hasta el cruce semaforizado de Av. Sargento Silva.

Ciclovia Av. Ramon Munita - Rotonda Volcan Puntiagudo (Tramo 2)
- Iniciando desde el cruce semaforizado de Av. Ramon Munita y continuando hasta la Rotonda Volcán Puntiagudo por pista de bandejon central hasta salir a la altura del cruce peatonal de Calle Los Canarios.

Ciclovia Volcan Puntiagudo - Av. Presidente Ibañez
- Iniciando desde el cruce peatonal de Calle Los Canarios y continuando por Av. Volcán Puntiagudo, en pista de bandejon central hasta el cruce peatonal cercano a la Rotonda Presidente Ibáñez - Camino a Alerce / Av. Ferrocarril. Continua por calzada peatonal sin demarcación ni separación de flujo, hasta el cruce de Calle Dalcahue para terminar posteriormente en el cruce de Calle Chacabuco en pista con demarcación vial color rojo en calzada peatonal.

Ciclovia Ruta a Alerce -  Av. Ferrocarril - Av. Cuarta Terraza.
- Iniciando desde las cercanías del Mall Outlet Alerce y continuando por calzada peatonal derecha, en pista con demarcación vial roja hasta la intersección de Av. Cuarta Terraza.

Ciclovia Calle Regimiento - Ruta V645 - Carretera Austral.
- Iniciando desde la interconeccion de Calle Regimiento con el Viaducto Fourcade y continuando por la Ruta V645 hasta conectar con la Ruta 7 o Carretera Austral. Pista delimitada en calzada peatonal derecha.

Ciclovia Balneario Pelluco - Calle Copiapo.
- Iniciando desde el mirador "El Barco" del Balneario Pelluco y continuando hasta la intersección de Calle Juan Soler Manfredini con Calle Copiapó. Pista delimitida por calzada peatonal izquierda.

Puerto Varas
Ruta Interlagos, Circuito Lago Llanquihue
- Iniciando desde el Muelle Piedraplen de Puerto Varas en pista delimitada y separada del tránsito vehicular por Av. Vicente Perez Rosales hasta la punta de diamante de Calle Imperial. Hasta el sector de la Capitanía de Puerto, no existe tramo delimitado o separado. Continua posteriormente desde el Colegio Aleman de Puerto Varas hasta la localidad de Ensenada, en pista delimitada y separada del tránsito vehicular para luego seguir por Ruta V55 hasta el sector Las Cascadas.

Ciclovia Ensenada - Petrohue
- Iniciando desde el cruce de la Ruta V55 con la Ruta 225CH, para continuar por esta en pista delimitada y separada del tránsito vehicular por pista izquierda, hasta continuar por el Parque Nacional Vicente Perez Rosales hacia la localidad de Petrohue.

### Región de Aysén
No cuenta con ciclovías.

### Región de Magallanes
Presenta ciclovías en la ciudad de Punta Arenas, y hay proyectos para Puerto Natales.

### Región Metropolitana de Santiago

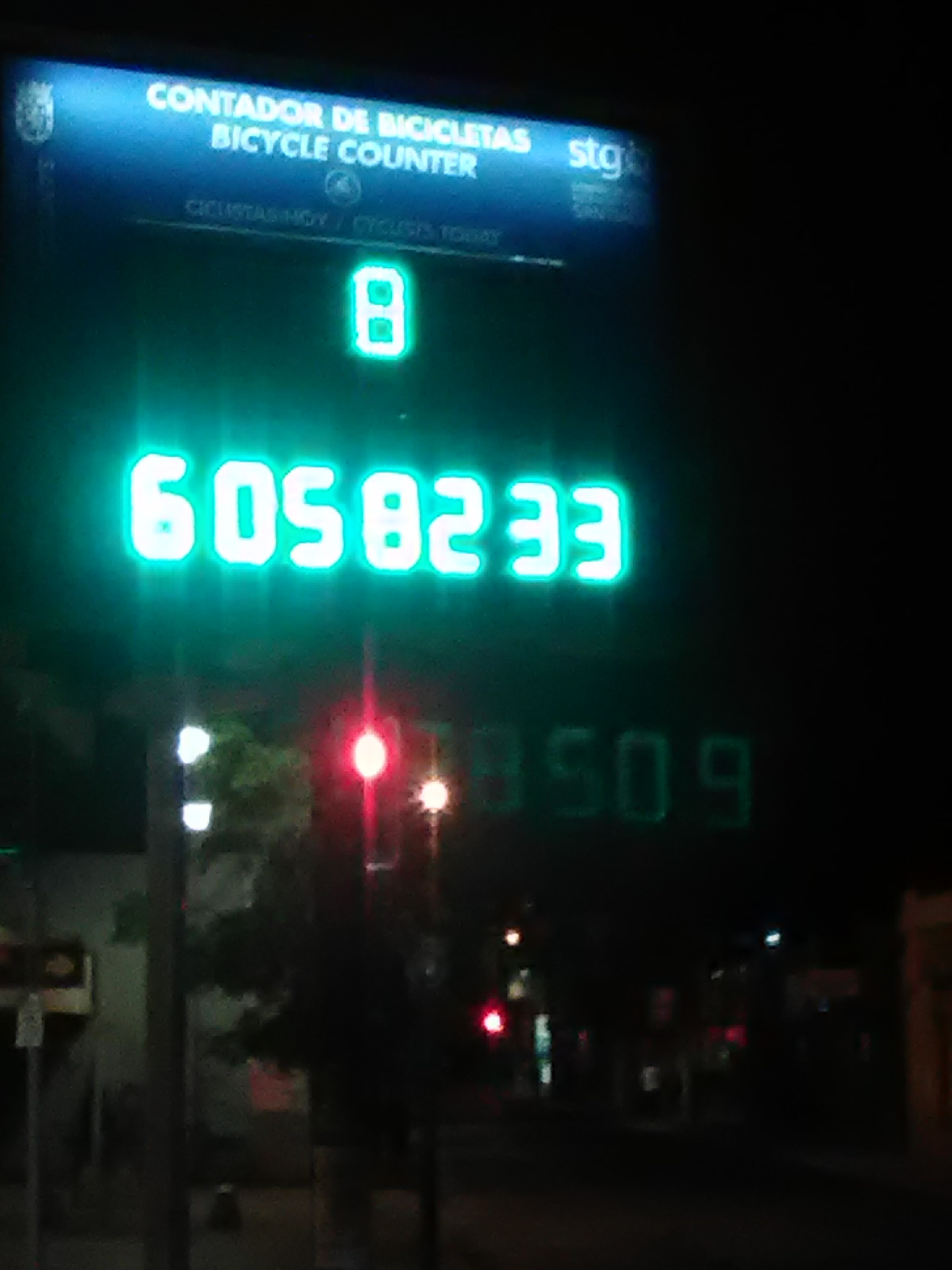
Contador de bicicletas en ciclovía en calle Arturo Prat

En la ciudad de Santiago existe una red limitada de ciclovías mal interconectadas, sin embargo, actualmente existe el Plan Maestro de Ciclovías para la Región Metropolitana. Este proyecto pretende contar con 640 km de Ciclovías, 500 de los cuales estarán dentro de la ciudad, y los 140 restantes en áreas rurales de la región.
La llegada de Transantiago en el 2007 significó que aumentara el uso de la bicicleta un 20 % en
Santiago, obligando a las autoridades locales a la construcción y habilitación de vías exclusivas para ciclistas.
Actualmente se están construyendo nuevas rutas, con el fin de interconectar las ciclovías existentes con anterioridad y lograr más de 1000 km de ciclovías en la región.

#### Bicimetro
Bicimetro es el nombre que reciben las guarderías no gratuitas de bicicletas habilitadas en algunas estaciones del  Metro de Santiago. Estas guarderías tienen como fin permitir que usuarios del metro de la ciudad de santiago que viven alejados de las estaciones, puedan llegar a ellas a través de la bicicleta, como alternativa a los buses de acercamiento del Transantiago.

#### Ciclorecreovía
La Ciclorecreovía consiste en un circuito de calles cerradas al transporte motorizado, que funciona los domingos hasta medio día (de 9:00 a 14:00), el cual permite que miles de personas realicen actividades deportivas y recreativas libremente. Opera en La Reina, Las Condes, San Joaquín, Quinta Normal, Puente Alto  y el Parque Metropolitano de la Región Metropolitana, entre otros circuitos, además de la comuna de San Pedro de la Paz en la Región del Biobío.

#### Bicicletas públicas
La comuna de Providencia desde fines del 2008 comenzó a ofrecer un sistema de arriendo de bicicletas públicas, convirtiéndose en el primer sistema de bicicletas compartidas del Gran Santiago. Las bicicletas están ubicadas en estaciones de arriendo, cercanas a ciclovías y estaciones de Metro. Un sistema similar es ofrecido por la municipalidad de Las Condes a los residentes de la comuna. También existe la red de bicicletas públicas Bikesantiago ,  que cuenta con estaciones de alquiler en diversos puntos de las comunas de Santiago, Providencia, Ñuñoa, Independencia, Vitacura, Recoleta, Lo Barnechea, Maipú, Pudahuel y Estación Central. Este sistema, a pesar de ser para uso público, requiere una tarifa mensual para poder utilizarlo .